# 딥 블루 대 가리 카스파로프

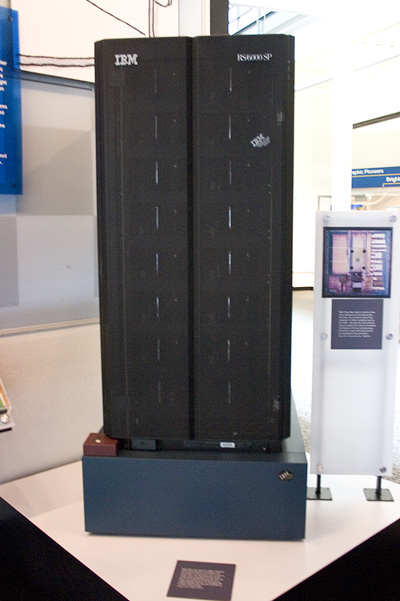

딥 블루 대 가리 카스파로프(Deep Blue versus Garry Kasparov)는 딥 블루와 가리 카스파로프가 붙은 체스 경기를 말한다.
1996년 2월 펜실베이니아주 필라델피아에서 열린 첫 시합에서는 가리 카스파로프가 3승2무1패, 4-2로 이겼다. 그러나 1997년에 뉴욕주 뉴욕에서 열린 2차 대결에서는 접전 끝에 마지막 경기에서 카스파로프가 터무니 없는 실수로 19수만에 패배하여 딥 블루가 2승 3무 1패로 3½–2½로 이겼다. 컴퓨터가 인간을 이겼다는 사실은 사람들에게 충격을 안겼다.
이후 딥 블루의 후신과 카스파로프의 제자가 여러차례 대결을 했지만 컴퓨터를 종합성적으로 꺾지는 못하였다. 2002년 블라디미르 크람니크와 딥 프리츠 대결에선 2승 4무 2패로 무승부 하였다. 현재는 컴퓨터의 성능이 발전해 인간이 컴퓨터에 완패하고 있다.

## 같이 보기
- 이세돌 대 알파고
- 브레인스 인 바레인
- Arimaa